# Hemiculterella
Hemiculterella es un género de peces de la familia Cyprinidae y de la orden de los Cypriniformes.

## Especies
Tiene tres especies reconocidas:
- Hemiculterella macrolepis Y. R. Chen, 1989
- Hemiculterella sauvagei Warpachowski, 1887
- Hemiculterella wui (Ki. Fu. Wang, 1935)